# Барило Валентин Васильович
Валентин Васильович Барило (нар. 18 серпня 1938) — радянський футболіст, півзахисник.

## Кар'єра гравця
Вихованець групи підготовки олександрійського «Шахтаря». У 1961 році був переведений до першої команди «гірників», яка на той час виступала в аматорських змаганнях. Наступного року разом з «Шахтарем» дебютував у змаганнях команд майстрів, у Класі Б. У команді виступав до 1965 року, коли вирішив перейти до кременчуцького «Дніпра». У складі команди з Полтавщини також виступав у Класі Б, зіграв 22 матчі, в яких відзначився 3-а голами. У 1967 році повернувся до олександрійського «Шахтаря», у футболці якого й завершив кар'єру футболіста.

## Особисте життя
Брат, Володимир Барило, також футболіст. Разом з братом виступав в олександрійському «Шахтарі» та кременчуцькому «Дніпрі».